# Adam van der Heijden
Adam van der Heijden, (Waddinxveen, 10 mei 1865 - 18 juli 1927) was predikant binnen de Christelijke Gereformeerde Kerken en docent aan de Theologische School.

## Biografie
Adam van der Heijden werd geboren op 10 mei 1927 in Waddinxveen in een niet-kerkelijk betrokken milieu. Wel was hij gedoopt in de Nederlands Hervormde Kerk en zijn ouders stuurden hem naar een christelijke school. Voor zijn ambtelijke loopbaan was hij werkzaam als timmerman.  
Op 18-jarige leeftijd kwam hij tot bekering. Na een kerkelijke zoektocht via de Vrienden der Waarheid in de Nederlands Hervormde Kerk en de Ledeboerianen, sloot Van der Heijden zich aan bij de Christelijke Gereformeerde Kerk. Door kennismaking met ds. C.J.I. Engelbregt kreeg hij liefde tot de zending en voelde een roeping tot predikant.  
Nadat de Christelijke Gereformeerde Kerk na de vereniging van 1892 vrijwel geheel was opgegaan in de Gereformeerde Kerken in Nederland koos Van der Heijden de zijde van de bezwaarden. In 1894 werd hij toegelaten tot de theologische opleiding en volgde de colleges bij Van Lingen en Wisse. In 1900 werd hij predikant in Broek op Langendijk en in 1904 in Dordrecht. 
In 1909 werd Van der Heijden benoemd in de vacature Van Lingen, nadat Franciscus Lengkeek voor deze benoeming had bedankt. Behalve Grieks en Latijn doceerde Van der Heijden praktische vakken waaronder Homiletiek, Pastoraat, Catechetiek en Liturgiek.  
Van der Heijden overleed op 18 juli 1927. 

## Trivia
Sommige publicaties melden hij een neef was van Pieter van der Heijden, geboren op 2 april 1865 in Waddinxveen en predikant in Lemmer, Enkhuizen en Vlaardingen bij de Vrije Gereformeerde Gemeenten.